# Parauxa nitida
Parauxa nitida är en skalbaggsart som beskrevs av Stefan von Breuning 1966. Parauxa nitida ingår i släktet Parauxa och familjen långhorningar.
Artens utbredningsområde är Madagaskar. Inga underarter finns listade i Catalogue of Life.